# Kibakoganea tamdaoensis
Kibakoganea tamdaoensis är en skalbaggsart som beskrevs av Miyake och Muramoto 1992. Kibakoganea tamdaoensis ingår i släktet Kibakoganea och familjen Rutelidae.

## Underarter
Arten delas in i följande underarter:
- K. t. myanmarensis
- K. t. akitai